# Treffauer
De Treffauer is een 2304 meter hoge berg in de deelstaat Tirol. De top is het derde hoogste punt van het Kaisergebergte, en hoort tot de Wilder Kaiser. Vlak ten zuiden van de top is een tweede top, de Tuxegg van 2226 meter. De beklimming vanuit Scheffau am Wilden Kaiser is niet zo moeilijk, in vier uur kan men het gipfelkreuz bereiken. De oversteek naar de Tuxegg is moeilijker. De Treffauer trekt in tegenstelling tot andere toppen in de Wilder Kaiser geen klimmers.